# Kriegerdenkmal Hämerten

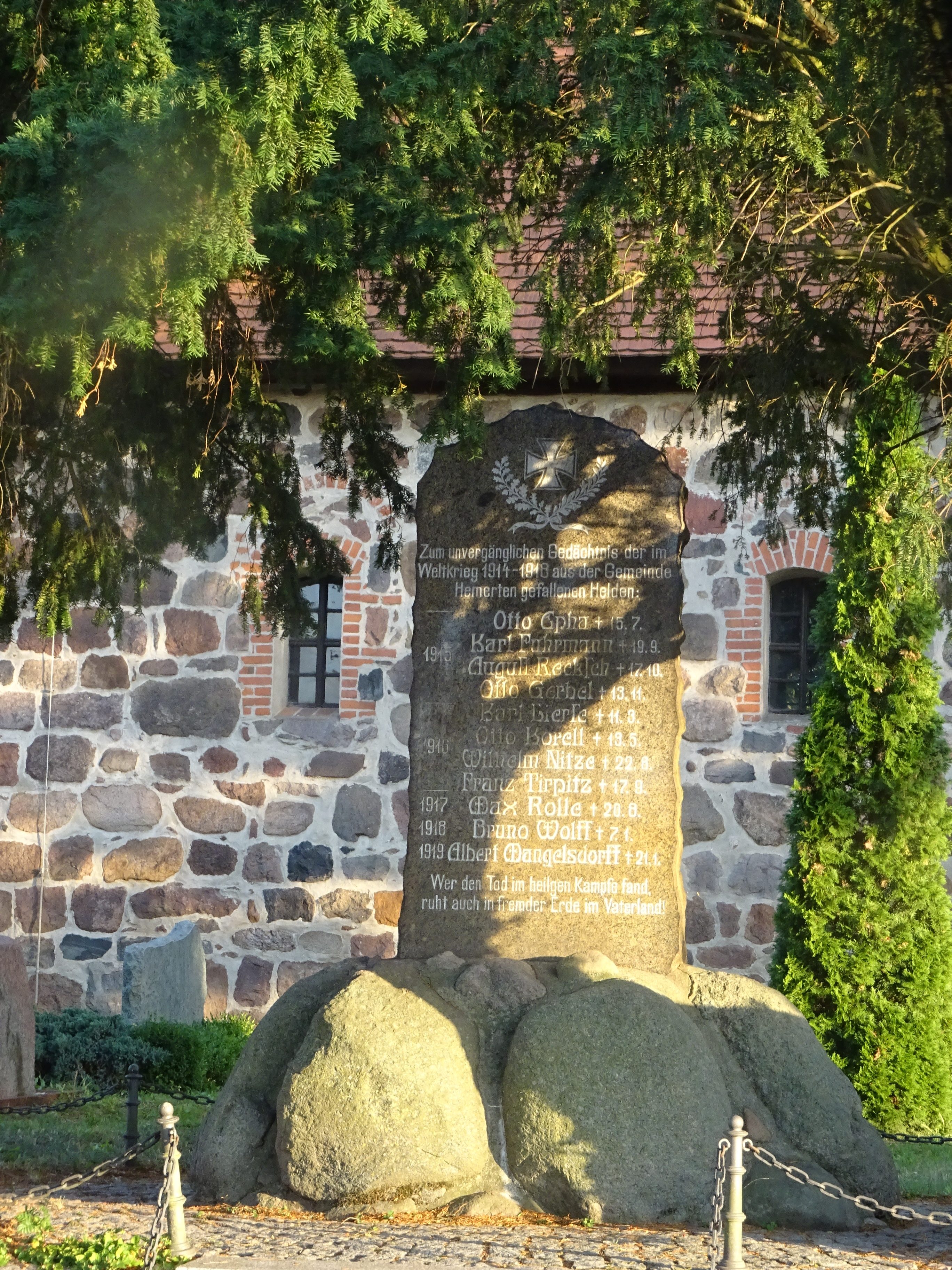
Kriegerdenkmal vor der Kirche

Das Kriegerdenkmal Hämerten ist ein denkmalgeschütztes Kriegerdenkmal im Ortsteil Hämerten der Stadt Tangermünde in Sachsen-Anhalt. Im örtlichen Denkmalverzeichnis ist es unter der Erfassungsnummer 094 76717 als Kleindenkmal verzeichnet.

## Allgemeines
Das Kriegerdenkmal in Hämerten befindet sich an der Straße Am Meilenstein, ehemals Dorfstraße, auf dem Gelände der Kirche des Ortes. Auf einem Sockel aus Feldsteinen befindet sich eine Gedenktafel in Form eines großen Grabsteines. Auf der einen Seite ist eine Inschrift und die Namen der Gefallenen des Ersten Weltkriegs eingemeißelt. Auf der anderen Seite wurde eine gravierte Granitplatte mit einer Inschrift und den Namen der Gefallenen des Zweiten Weltkriegs angebracht.